# Wjasna
Wjasna (belarussisch Вясна ‚Frühling‘) ist die Kurzform der belarussischen, nichtstaatlichen Menschenrechtsorganisation Menschenrechtszentrum Wjasna (belarussisch Праваабарончы цэнтр «Вясна» ‚Menschenrechtszentrum "Wjasna"‘, Transliteration: Pravaabarončy centr «Viasna») mit Sitz in Minsk. Die Organisation wurde 1996 von Ales Bjaljazki gegründet, um politischen Gefangenen und ihren Familien finanzielle und rechtliche Hilfe zukommen zu lassen.

## Geschichte
Wjasna entstand im Rahmen der Massenproteste gegen das Lukaschenka-Regime im Jahr 1996. Am 15. Juni 1999 wurde die Menschenrechtsorganisation offiziell registriert. Die Registrierung wurde ihr aber bereits am 28. Oktober 2003 vom Obersten Gerichtshof von Belarus grundlos entzogen. Seit dem 6. März 2004 ist die Organisation Mitglied der Fédération internationale des ligues des droits de l’Homme.
2005 wurde Wjasna mit dem Homo-Homini-Preis ausgezeichnet. Die Organisation wurde zeitweise verboten und ihr Gründer, Ales Bjaljazki, am 24. November 2011 wegen Steuerhinterziehung zu viereinhalb Jahren Straflager verurteilt. Die Europäische Union und die USA haben das Verfahren als „politische Inszenierung“ kritisiert.
Seit 2015 ist sie wieder aktiv und beobachtete unter anderem den Ablauf der Parlaments- und Präsidentschaftswahlen in Belarus.
Bei den Protesten 2020 nach den Präsidentschaftswahlen war die Organisation als Beobachterin aktiv.
Im Herbst 2020 wurden Bjaljazki und Wjasna mit dem Right Livelihood Award ausgezeichnet, 2021 wurde Wjasna der Förderpreis des Marion-Dönhoff-Preises zuerkannt, und 2023 wurde Wjasna der Menschenrechtspreis der Vereinten Nationen zuerkannt.
Im Zeitraum von September 2020 bis Januar 2021 wurden mehrere Wjasna-Aktivisten verhaftet: Marfa Rabkowa, Leanid Sudalenka, Tazzjana Lasiza und Andrej Tschapjuk. Sie wurden als politische Gefangene anerkannt und erhielten den Homo-Homini-Preis für 2020.
Im Juli 2021 wurden Durchsuchungen im Zentrum und in den Räumlichkeiten von Menschenrechtsverteidigern durchgeführt, fast alle Vertreter von Wjasna, die sich zu diesem Zeitpunkt in Belarus aufhielten, darunter auch Ales Bjaljazki, wurden festgenommen. Die Aktivisten, die unter dem Vorwurf der Vorbereitung von Unruhen und Steuerhinterziehung verhaftet worden waren, wurden als politische Gefangene anerkannt.
Im Dezember 2021 stufte ein belarussisches Gericht die sozialen Netzwerke und den Telegram-Kanal der Menschenrechtsorganisation als „extremistisch“ ein. Am 23. August 2023 wurde bekannt, dass Wjasna vom belarussischen Innenministerium als „extremistische Vereinigung“ eingestuft worden ist. Die Beteiligung an den Aktivitäten einer extremistischen Vereinigung ist nach belarussischem Recht eine Straftat.